# Ustadi
Der gemeinnützige Verein Ustadi e. V. (Eigenschreibweise in Großbuchstaben: USTADI) ist seit 2009 die Nachfolgeorganisation vom Berlin-Nairobi-Exchange, der seit 1995 den wissenschaftlichen Austausch zwischen Deutschland und den Ländern Ostafrikas förderte. In Kooperation mit der University of Nairobi und der Jomo Kenyatta University of Agriculture and Technology haben seit Bestehen des Austausches 20 deutsche Physikstudenten ein akademisches Jahr in Kenia verbracht. Gleichzeitig absolvierten drei kenianische Studenten einen wissenschaftlichen Aufenthalt in Deutschland.
Der Verein ist die einzige Organisation, die Bachelorstudienplätze für deutsche Physikstudenten an einer afrikanischen Universität südlich der Sahara und außerhalb von Südafrika anbietet. 
Unterstützt wurde der Austausch im Aufsichtsrat von Bodo Hamprecht, Physikprofessor an der FU Berlin.
In Zusammenarbeit mit dem Hahn-Meitner-Institut wurde 2007 eine zweiwöchige Sommerschule  zum Thema Photovoltaik in Nairobi veranstaltet. Cost-effective Photovoltaics Research – A Summer School in East Africa wurde finanziert von der Volkswagenstiftung und dem Afrikanischen Wissenschafts- und Technologienetzwerk ANSTI der UNESCO.